# Май, Карл Фридрих
Карл Фри́дрих Май (нем. Karl Friedrich May; 25 февраля 1842, Эрнстталь, Королевство Саксония — 30 марта 1912, Радебойль, Королевство Саксония) — немецкий писатель, поэт, композитор, автор приключенческих романов (в основном вестернов), многие из которых экранизированы.

## Биография

### Детство
Карл Май родился в очень бедной семье ткача. Всего в семье было четырнадцать детей; многие из них скончались в юном возрасте. В детстве он любил пофантазировать; учился играть на музыкальных инструментах, постигал основы композиции. Свои первые деньги заработал в двенадцать лет, прислуживая взрослым игрокам в кегли. Там он познакомился с человеком, который вернулся домой из Соединённых Штатов; мальчик с интересом слушал рассказы о его приключениях.

### Криминальная молодость
С 1856 года учился в качестве просеминариста в учительской семинарии в Вальденбурге. В 1859 году был исключён из этого заведения из-за утайки шести свечей. В виде пощады ему было разрешено продолжить обучение в другой учительской семинарии — в Плауэне.
В 1861 году был кандидатом на должность преподавателя при фабричных школах в Альткемнитце (Саксония), но — после обвинения в краже карманных часов у его товарища по комнате — должен был распрощаться с надеждой получить место в этом учебном заведении и был приговорён к шести неделям ареста. Следующие два года ушли на то, чтобы каким-то легальным образом искать себе средства пропитания: он давал частные уроки в своём родном городе, писал рассказы, сочинял музыку и читал вслух за деньги. Все эти занятия не всегда приносили доход — в итоге на стенах домов появилось изображение Карла Мая с подписью: «Его разыскивает полиция за воровство и мошенничество». Кроме всего прочего, он на улице Брюль в Лейпциге нечестным путём под чужим именем получил меховое пальто и заложил его в ломбард за десять талеров.
В 1865 году Карл Май был приговорён к тюремному сроку в четыре года, три с половиной из которых он провёл в работном доме в замке Остерштайн в Цвиккау. За хорошее поведение был назначен заведующим тюремной библиотекой, получив возможность много читать. Ему больше всего нравились книги о путешествиях. В тюрьме Май составил список наиболее интересных для него тем, которые он мог бы использовать в своей писательской работе.
После освобождения из тюрьмы мечтам Карла Мая о жизни честного обывателя не суждено было стать явью — пришлось вернуться к прежним занятиям: воровству и мошенничеству.
В июле 1869 года, после нового задержания, ему удалось совершить побег во время перевозки заключённых. В январе 1870 года он был задержан за бродяжничество и помещён в тюрьму в чешском Нидерлагерсдорфе. В полицейском участке он назвался Альбином Ваденбахом; и утверждал что он — сын богатого плантатора, приехал с Мартиники; а загранпаспорт потерял. После наведения справок, полицией было установлено, что перед ними — разыскиваемый за незначительные преступления Карл Май, который должен быть препровождён в Саксонию для дальнейшего отбывания наказания.
В 1870—1874 годах находился в тюрьме Вальдхайма. Внутренние перемены в нём начались, как он утверждал, благодаря знакомству с тюремным катехетом. Писательская работа в Вальдхайме была невозможна

### Писательская карьера

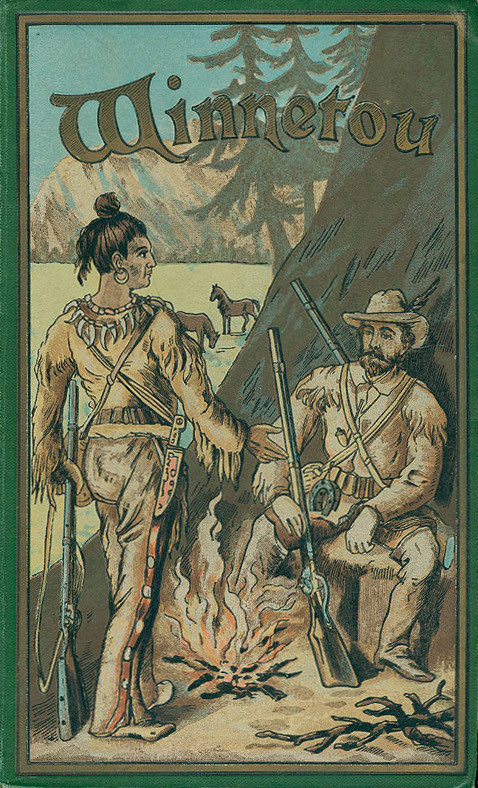
Виннету. Издание 1893 года

В мае 1874 года был выпущен из тюрьмы и возвратился к своим родителям в Эрнстталь; там он сразу же приступил к литературной работе. В ноябре того же года в свет вышел его первый рассказ «Роза Эрнстталя». Удачей для него стало то, что как раз в это время в Германии наметился перелом в издательском деле: индустриализация, всеобщий рост грамотности и свобода выбора профессии привели к возникновению множества новых издательств, которым требовался литературный материал, в основном, развлекательного характера. Уже в период между двумя длительными заключениями Карл Май наладил контакт с дрезденским издателем Генрихом Готхольдом Мюнхмейером. Теперь он взял Карла Мая на должность редактора издания «Шахта и горный завод» (развлекательный журнал для шахтёров); впервые в жизни Карлу не нужно было заботиться о пропитании…
Примерно с 1875 года публично утверждал, что имеет степень доктора, хотя никогда в жизни не посещал университет, тем более не выдвигался на получение степени. Об этой степени упоминалось в литературных указателях того времени, а также в регистре населения Кётцшенброды.
Ему было поручено редактировать всевозможные развлекательные листки, для которых он писал и перерабатывал статьи под своим именем и анонимно. После неудавшейся попытки Мюнхеймера женить его на своей родственнице перешёл в другое дрезденское издательство, поработав немного там, — в итоге, — стал свободным писателем и вместе со своей подругой Эммой Польмер поселился в Дрездене.
Всё ж таки доходов от публикаций было недостаточно — стали расти долги; нечем было заплатить за квартиру…
В мае 1879 года — через пять лет после выхода на свободу — был помещён (на три недели) в тюрьму Штольберга по обвинению в присвоении власти должностного лица: за год до женитьбы на Эмме Польмер он расследовал обстоятельства смерти её сильно пьющего дяди; при этом выдавал себя за уполномоченное лицо. Впоследствии называл это обвинение ложным.

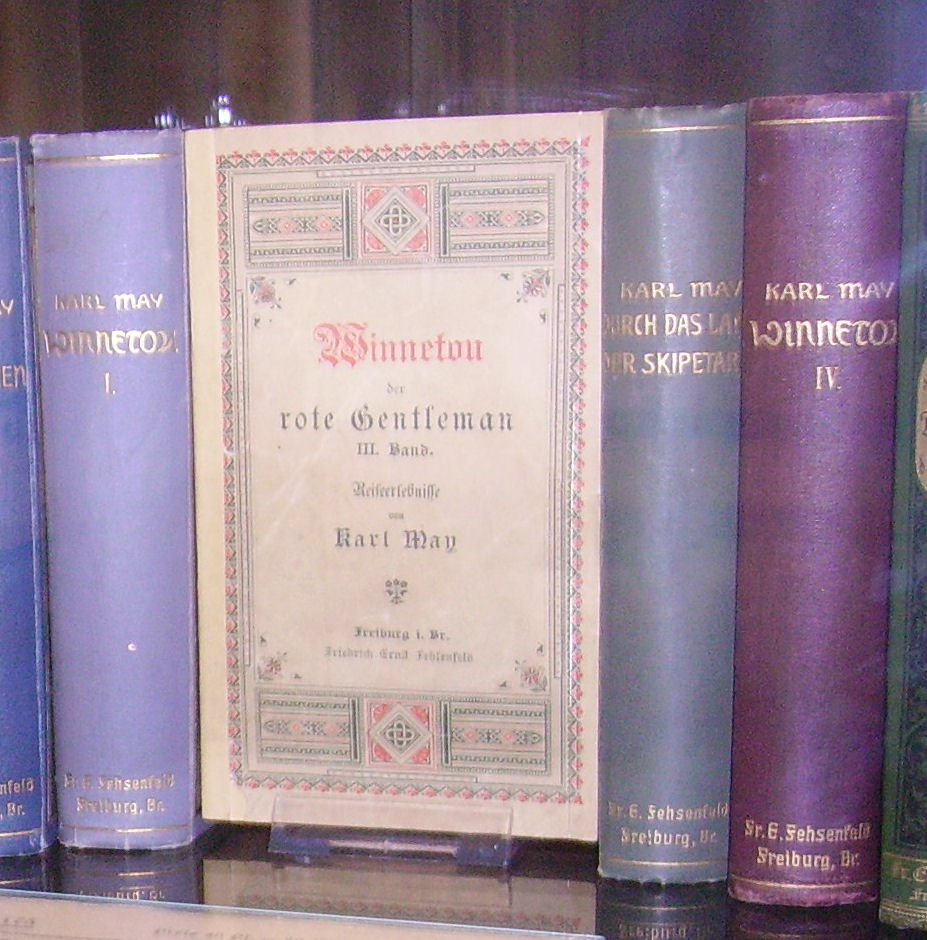
Первые роскошные издания.Музей Карла Мая

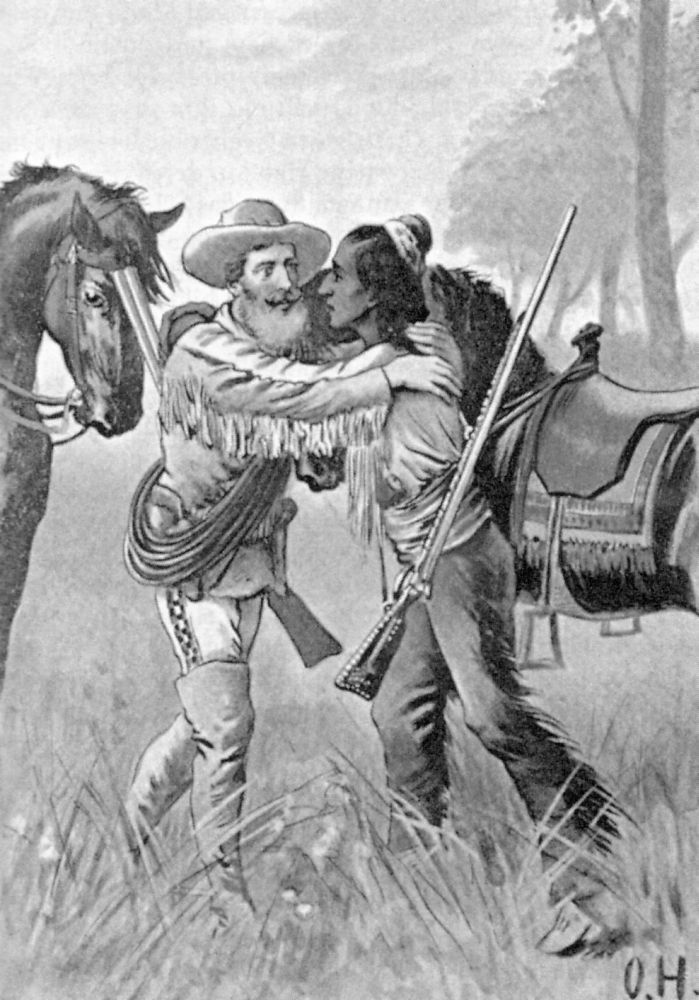
Нефтяной принц. 1897 Илл. Оскара Херфурта

В 1879 году получил предложение от еженедельной католической газеты из Регенсбурга «Немецкая сокровищница» предоставить ей право первой публикации его рассказов. Туда он отнёс в 1880 году первый рассказ «Восточного цикла», выходившего без перерыва в этой газете до 1888 года. Рассказы — «Приключенческая поездка в Курдистане», «Караван смерти», «Стамбул» — опубликованы в 1881—1887 годах. Параллельно работал и для других газет и журналов под разными псевдонимами и меняя названия рассказов для того, чтобы получать многократные гонорары. В 1882 году возобновил контакт с Мюнхмейером и начал работать над большим «бульварным» романом Das Waldröschen, который он выпустил под псевдонимом «Капитан Рамон Диас де ла Эскозура» (Capitain Ramon Diaz de la Escosura); к 1907 году общий тираж книги составил 100000 экземпляров. То, что Карл Май заключил с Мюнхмейером устный договор, привело в дальнейшем к длительному спору об авторских правах. В октябре 1888 года перебирается в Кётцшенброду, а затем в Оберлёсниц на виллу Агнес.

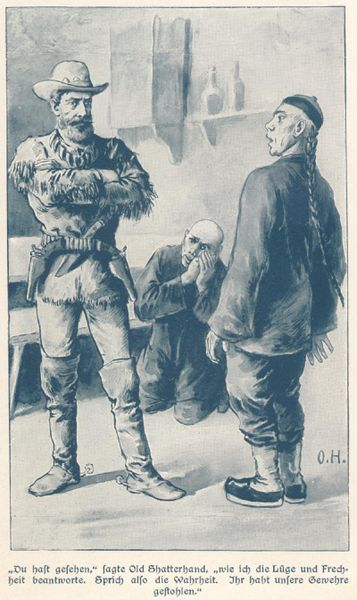
Чёрный мустанг (Полукровка) 1899. Илл. Оскара Херфурта

Решительный перелом в жизни Карла Мая наступает после знакомства с издателем Фридрихом Эрнстом Фезенфельдом, который предложил собрать все рассказы, выходившие в газете «Немецкая сокровищница», и издать их отдельной книгой. После выхода книги в 1892 году Карл Май обрёл финансовую независимость и покой. Правда, вскоре он стал терять чувство реальности, всё более и более увлекаясь историей об Олд Шеттерхенде. Он готов уже был сам поверить, что он и есть — Олд Шеттерхенд, и пережил все его приключения лично. До этого, однако, не дошло, но всё-таки он заказал у оружейника в Кётцшенброде ружья как у своего любимого героя; в том числе знаменитый винчестер. Читатели ещё более охотно стали отождествлять главного героя книги с писателем, адресуясь к нему как к Олд Шеттерхенду. В июле 1897 года он дал своим противникам ещё один повод для нападок, серьёзно заявив перед публикой, будто бы он знает 1200 языков и диалектов, и как преемник Виннету командовал войском из 35000 апачей.
В 1898 году упоминание о его мнимом «докторате» случайно не было напечатано в «Адресной книге Дрездена и его окрестностей». Карл Май потребовал исправления «неточности» и был сильно недоволен, когда у него попросили привести документальное подтверждение его учёной степени. Он утверждал, что получил её в Руанском университете. Тем не менее, ему было запрещено представляться доктором наук. Осенью 1902 года его будущая вторая жена Клара Плён посодействовала ему в получении свидетельства, что стоило немалых денег, и с 9 декабря 1902 года Карл Май стал почётным доктором наук Германско-Американского университета в Чикаго (за книгу «В империи Серебряного льва» Im Reiche des silbernen Löwen). Он восхвалял это учебное заведение в самых лестных тонах (…туда привлекают из Германии педагогов высочайшего уровня…). Однако четыре дня спустя документ был признан недействительным — предполагаемый «университет» оказался фабрикой по штамповке поддельных дипломов.

### Музыкальная деятельность
Карл Май писал музыку, был специалистом по нескольким музыкальным инструментам. Его версия Ave Maria была очень хорошо известна.

### Путешествия

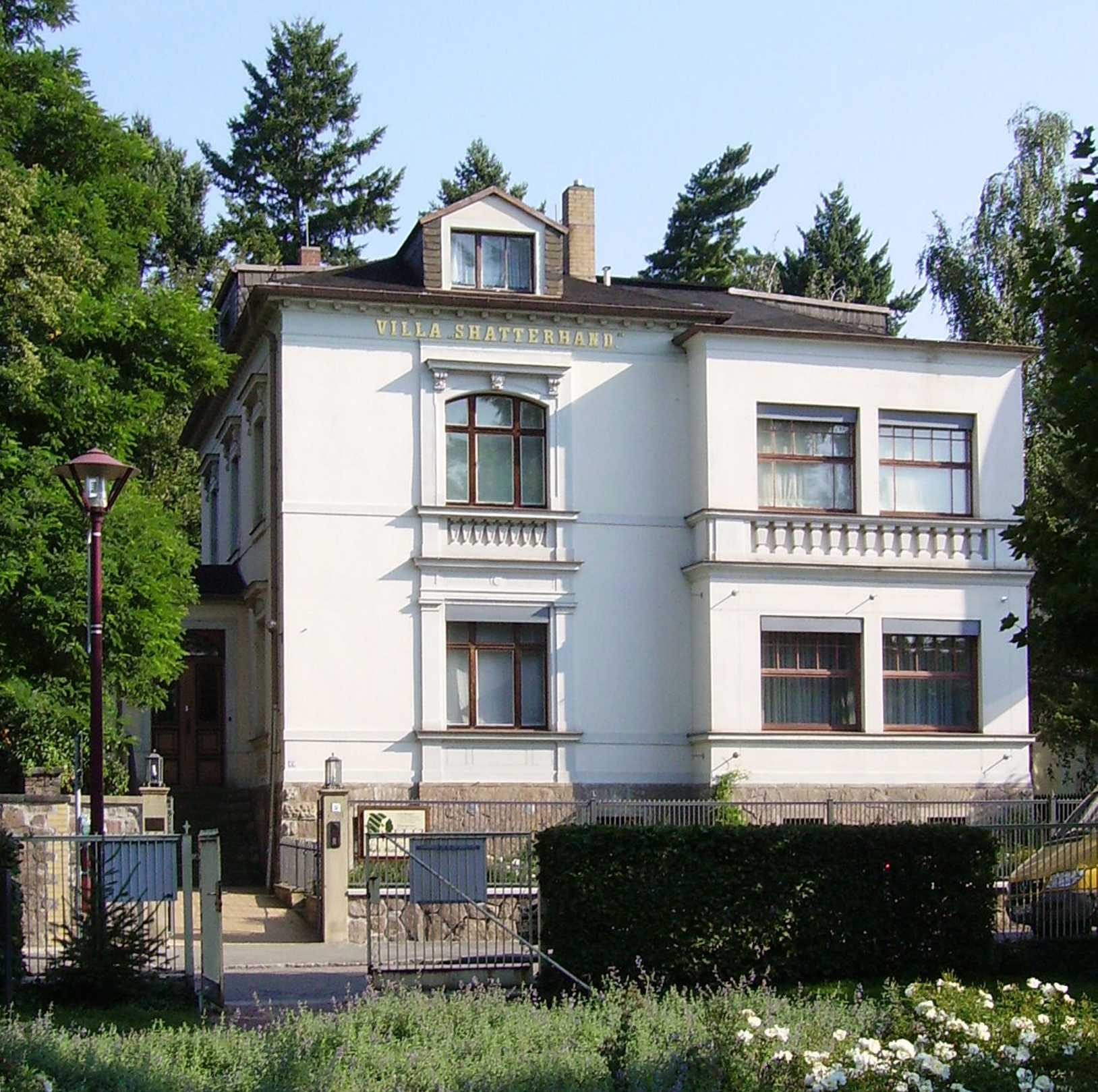
«Вилла Шаттерхенд» в Радебойле. Ныне музей Карла Мая

Для начала Карл Май отправился в поездку по Германии и Австрии, читая лекции во многих городах. Заказал в типографии рамки со своим автографом, на которые можно было затем наклеивать фотографии; фотографировался с публикой, одетой в маскарадные костюмы. В декабре 1895 года получил в подарок от владельцев строительной фирмы братьев Циллер виллу в Альт-Радебойле, которой дал название «Вилла Шаттерхенд» (сейчас там находится музей Карла Мая).
В 1899—1900 годах совершил путешествие на Восток; три четверти года был в пути в сопровождении своего слуги Сеида Хассана, и добрался до Суматры. В 1900 году встретился в пути со своей женой и знакомой супружеской парой. Вчетвером они проследовали дальше по маршруту и вернулись в Радебойль. Полтора года он вёл дневник путешествия, который остался, однако, в разрозненных отрывках. Его вторая жена вспоминала, что во время поездки у Карла Мая два раза был нервный срыв (…опасались, как бы не пришлось отправить его в дом для умалишённых …). Биографы Карла Мая Ганс Вольшлегер и Эккехард Барч предполагают, что эти проблемы возникли в результате «несоответствия грубой реальности миру его фантазии». Другими словами — он увидел на Востоке совсем не то, что ожидал. Май справился с кризисом без помощи докторов.

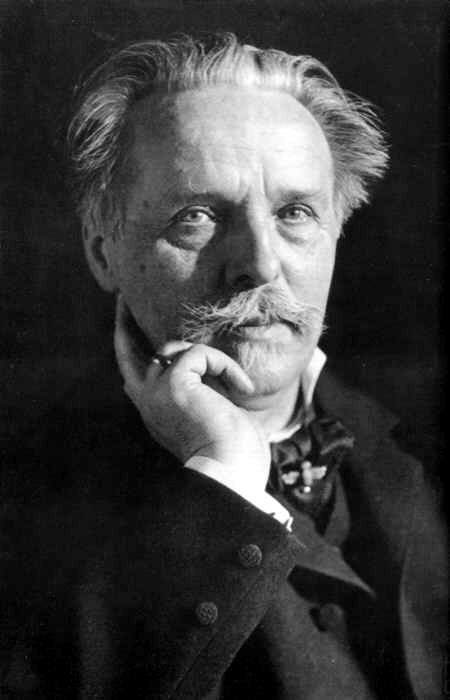
Карл Май. 1907 г.

Во время путешествия в прессе началась его травля. Особенно старались Герман Кардаунс и Рудольф Лебиус, которые упрекали его в том, что он занялся саморекламой, затеяв всю эту историю с легендами об Олд Шаттерхенде. Кроме того, считая его человеком безнравственным, уличали в религиозном лицемерии, так как он писал истории о Деве Марии, приуроченные к протестантскому календарю. Припоминали ему и уголовное прошлое.
Первый брак распался по желанию Карла Мая: его жена по наущению своей подруги — вдовы издателя Мюнхмейера — сожгла документы, которые могли бы перевести устный договор с издательством в юридический.
30 марта 1903 года он женился на Кларе Плён. В 1908 году в возрасте 66 лет вместе с женой отправился в путешествие по Америке, где посетил Олбани, Буффало и Ниагарский водопад, а также навестил друзей в Лоренсе (Массачусетс). Однако в местах традиционного проживания апачей — Аризоне, Нью-Мексико, Оклахоме — ему так и не удалось побывать.

### Смерть
Умер в Радебойле 30 марта 1912 года, в возрасте 70 лет. В акте регистрации смерти причинами указывались сердечная недостаточность, запущенный бронхит и астма, что вызывало сомнения уже у современников. Исследование останков писателя в 2014 году показало, что настоящей причиной, возможно, стало отравление свинцом и др. тяжелыми металлами, попадавшими в организм вместе с питьевой водой и табаком.

### Книги оВиннету
- «Сын Охотника на медведей» (Der Sohn des Bärenjägers, 1887)[4]
- «Дух Льяно-Эстакадо» (Der Geist des Llano estakata, 1888)[5]
- «Сокровище Серебряного озера»[6] (Der Schatz im Silbersee, 1890/91)
- «Сатана и Искариот»[7] (Satan und Iskariot, 1891/92)
- «Нефтяной принц»[8] (Der Oelprinz, 1893/94)
- Трилогия[9]:
  - «Виннету»
  - «Белый брат Виннету»
  - «Золото Виннету»
- «Верная рука» («Олд Шурхэнд» — Old Surehand I (1894), Old Surehand II (1895), Old Surehand III (1896))[10]
- «Полукровка»[11] («Чёрный мустанг»[12] (Der schwarze Mustang, 1896/97))
- «Наследники Виннету» (Winnetous Erben, 1910)[13]

### Рассказы проКара бен НемсииХалефа
- «Невольничий караван»
- «Через пустыню, через гарем» (Durch Wüste und Harem 1892,c 1895 Durch die Wüste.Путевые романы о Ближнем Востоке. Приключения Кара бен Немси и Халефа 1.)
- «По дикому Курдистану» (Durchs wilde Kurdistan 1892.Приключения Кара бен Немси и Халефа 2.)
- «Из Багдада в Стамбул» (Von Bagdad nach Stambul 1892.Приключения Кара бен Немси и Халефа 3.)
- «В Балканских ущельях» (In den Schluchten des Balkan 1892. Приключения Кара бен Немси и Халефа 4.)
- «На земле шкиптаров» (Durch das Land der Skipetaren 1892.Приключения Кара бен Немси и Халефа 5.)
- «Жут» (Der Schut 1892.Приключения Кара бен Немси и Халефа 6.)

### Другие рассказы
- «Робер Сюркуф» (Robert Surcouf 1882)
- «Завещание Инки» (Vermachtnis des Inka 1891. Южная Америка 2.)
- «На Рио-Де-Ла-Плате» (Am Rio De La Plata 1889/90. Южная Америка 1.)

## Издания в России
- Карл Май. «На Дальнем Западе». — Москва: Приложение к журналу «Вокруг света» Ивана Дмитриевича Сытина, 1892.[14]
- Карл Май. «Виннету». — Москва: «Советский писатель — Олимп», 1991. — ISBN 5-265-02627-4.
- Карл Май. «Виннету — вождь апачей». В двух томах. — Минск: «МП "Золак"», 1992.
- Карл Май. «Виннету». В двух томах. — Екатеринбург: «Средне-Уральское книжное издательство», 1993. — ISBN 5-7529-0593-1.
- Карл Май. «На Диком Западе». — Москва: «Олимп», 1993. — ISBN 5-7390-0112-9.
- Карл Май. «Собрание сочинений в пятнадцати томах». — Петербург: «Прибой», 1993.
- Карл Май. «Собрание сочинений в 12 томах». — Москва: «Терра — Книжный клуб», 2001.
- Карл Май. «Сын Охотника на медведей». — Москва: «Мир книги», 2008. — ISBN 978-5-486-02438-2.

## Факты
- Провёл в тюрьмах Саксонии в общей сложности 12 лет. До сих пор многие считают, что Карл Май начал писать свои романы в тюрьме[15]. С 1892 года публиковал рассказы о путешествиях в периодике, в том числе цикл «По пустыне».
- В 1893—1910 гг. опубликовал свой самый знаменитый цикл романов о благородном индейце Виннету. С 1895 года ежегодно продавались более 60 000 экземпляров его романов. Наибольшую известность приобрели иллюстрации к его романам, созданные Сашей Шнайдером.
- Ему принадлежат также романы, действие которых происходит на Ближнем Востоке, во владениях Османской империи.
- Выступал как композитор и драматург.
- В 1960-е годы многие его романы были экранизированы совместно кинематографистами ФРГ и Югославии.
- Считается, что романы Карла Мая были любимыми книгами Адольфа Гитлера во время его учёбы в школе[16]. По этой причине после Великой Отечественной войны его произведения не изучались ни в ГДР, ни в СССР[17].
- В честь Карла Мая назван астероид (348) Май, открытый в 1892 году.

## Образ в искусстве

### В литературе
- Творчеству Карла Мая и образам Виннету и Шэттерхенда посвящена книга Андрея Шарого «Знак W: Вождь краснокожих в книгах и на экране» (2008).

### В кино
- «Карл Май» (Германия (ФРГ), 1974) — художественный фильм снял Ханс-Юрген Зиберберг.

В музыке
- Образы персонажей «восточного цикла» романов Карла Мая задействованы в песне немецкой диско-группы Dschingis Khan «Hadschi Halef Omar»